# 眞杉瑞夫
眞杉 瑞夫（真杉、ますぎ みつお、1946年〈昭和21年〉5月15日 - ）は、日本の政治家。元栃木県日光市長（1期）。

## 経歴
栃木県茂木町に生まれる。生後間もなく日光市に移る。栃木県立鹿沼高等学校卒。大学受験に失敗し、浪人していたが、母から「日光に残ってほしい」と言われ、進学を断念し、1966年日光市役所に入る。市役所では財政課長などを経て、2002年（平成14年）4月収入役に就任する。
2002年日光市長の齋藤隆男が死去。収入役に就任して間もない眞杉は市長選挙に立候補することを表明。7月の市長選挙で初当選する。在職中に市内の世界遺産に指定された文化財や自然遺産を保護するため、文化財周辺での歩きたばこや市内全域で吸い殻などのポイ捨てを禁止する「日光市環境美化都市条例」を制定、奥日光の湿原（戦場ケ原、小田代原、湯ノ湖、湯川）がラムサール条約に登録された。日光市は平成の大合併により、今市市などと合併し、2006年に新しい日光市が誕生した。合併後の市長選挙には出馬せず、市長を1期限りで務めた。
このほか日光東照宮産子会会長、日光二荒山神社氏子会会長を務める。